# Pro Patria et Libertate Unione degli Sports Bustesi 1943-1944
Questa voce raccoglie le informazioni riguardanti la Pro Patria et Libertate Unione degli Sports Bustesi nelle competizioni ufficiali della stagione 1943-1944.

## Stagione
Nella stagione 1943-1944 la Pro Patria disputa il torneo di Divisione Nazionale dell'Alta Italia gestito dal Direttorio II Zona (Lombardia).
Tra mille difficoltà il torneo inizia nel gennaio 1944.
La Pro Patria chiude il torneo quinta con 13 punti, poi, dai primi di giugno, il 9 luglio 1944 partecipa alla "Coppa Meneghetti" in un girone con Biellese, Cremonese e Novara, vincendolo con 12 punti. Viene poi punita dal Direttorio II Zona per aver utilizzato il calciatore Mocca, mancante del regolare nulla-osta per il prestito, con gli 0-2 a tavolino per ogni partita da lui disputata.

## Rosa
| N. |                   | Ruolo | Calciatore         |
| -- | ----------------- | ----- | ------------------ |
|    | Italia (bandiera) | P     | Antonio Turconi    |
|    | Italia (bandiera) | D     | Giancarlo Crespi   |
|    | Italia (bandiera) | D     | Egidio Crosta      |
|    | Italia (bandiera) | D     | Giovanni Ivaldi    |
|    | Italia (bandiera) | D     | Angelo Simontacchi |
|    | Italia (bandiera) | D     | Gustavo Tremolada  |
|    | Italia (bandiera) | D     | Angelo Viano       |
|    | Italia (bandiera) | C     | Antonio Azimonti   |
|    | Italia (bandiera) | C     | Alfonso Borra      |

| N. |                   | Ruolo | Calciatore            |
| -- | ----------------- | ----- | --------------------- |
|    | Italia (bandiera) | C     | Giuseppe Castelli     |
|    | Italia (bandiera) | C     | Goffredo Colombi      |
|    | Italia (bandiera) | C     | Egidio Crippa         |
|    | Italia (bandiera) | C     | Felice Renoldi        |
|    | Italia (bandiera) | A     | Giuseppe Colombo      |
|    | Italia (bandiera) | A     | Alessandro Fornasaris |
|    | Italia (bandiera) | A     | Annibale Frossi       |
|    | Italia (bandiera) | A     | Oliviero Mascheroni   |
|    | Italia (bandiera) | A     | Carlo Reguzzoni       |

## Risultati

### Alta Italia

#### Girone di andata
| Arbitro: | Cipriani (Milano) |

|           |           |            |
| Borra 15’ | Marcatori | 7’ Schiavi |

| Arbitro: | Massironi (Milano) |

|                              |           |  |
| Meroni 43’ Meazza 78’ (rig.) | Marcatori |  |

| Arbitro: | Bergomi (Milano) |

|             |           |           |
| Andreis 41’ | Marcatori | 67’ Borra |

| Arbitro: | Camiolo (Milano) |

|                         |           |  |
| Borra 15’ Reguzzoni 40’ | Marcatori |  |

| Arbitro: | Mondani (Milano) |

|                                      |           |  |
| Arcari 33’ Peretti 40’ Cadregari 83’ | Marcatori |  |

| Busto Arsizio 20 febbraio 1944 6ª giornata | Pro Patria         | 0 – 0 | Fanfulla | Stadio Bruno Mussolini\| Arbitro: \| Massironi (Milano) \| |
| Arbitro:                                   | Massironi (Milano) |       |          |                                                            |

| Arbitro: | Melgari (Bergamo) |

|                          |           |  |
| Gaddoni 44’ Candiani 68’ | Marcatori |  |

#### Girone di ritorno
| Arbitro: | Bergomi (Milano) |

|             |           |  |
| Cassani 80’ | Marcatori |  |

| Arbitro: | Ricci (Crema) |

|               |           |                                 |
| Boniforti 68’ | Marcatori | 56’, 90’ Mascheroni 62’ Colombi |

| Arbitro: | Camiolo (Milano) |

|                                  |           |         |
| Reguzzoni 58’ (rig.) Colombi 69’ | Marcatori | 72’ Gei |

| Arbitro: | Ricci (Crema) |

|           |           |               |
| Menti 26’ | Marcatori | 73’ Reguzzoni |

| Arbitro: | Camiolo (Milano) |

|                  |           |  |
| Colombi 20’, 79’ | Marcatori |  |

| Arbitro: | Camiolo (Milano) |

|           |           |  |
| Capra 47’ | Marcatori |  |

| Busto Arsizio 30 aprile 1944 14ª giornata | Pro Patria       | 0 – 0 | Ambrosiana-Inter | Stadio Bruno Mussolini\| Arbitro: \| Mondani (Milano) \| |
| Arbitro:                                  | Mondani (Milano) |       |                  |                                                          |